# Here with Me/IntenCity
Here With Me/IntenCity – trzeci singel ATB z albumu No Silence. Został wydany 24 sierpnia 2004 roku i składa się z dwóch utworów.

## Lista utworów
| Nr | Tytuł                         | Długość |
| -- | ----------------------------- | ------- |
| 1. | Here with Me (A&T Remix)      | 7:39    |
| 2. | IntenCity (New Clubb Version) | 7:42    |